# Tiësto
Tijs Michiel Verwest (Breda; 17 de enero de 1969), conocido por su nombre artístico Tiësto, es un DJ, remezclador y productor discográfico neerlandés. Fue votado como el «mejor DJ de todos los tiempos» por la revista Mix en una encuesta entre los aficionados en 2010/11. En 2013, fue votado por los lectores de DJ Mag como el «mejor DJ de los últimos 20 años». Muchas fuentes también lo consideran el «padrino del EDM».

## Comienzos
Comenzó a tocar música a partir de 1984, y en 1994 empezó a lanzar material discográfico bajo los seudónimos de Da Joker y DJ Limited. Realizó la serie Forbidden Paradise como DJ Tiësto; en 1997 fundó el sello discográfico Black Hole Recordings junto con Arny Bink, bajo la cual se lanzaron las series Magik Muzik e In Search Of Sunrise en formato CD.
En 1999 y 2000, colaboró con Ferry Corsten para crear el proyecto musical Gouryella, y también creó la pista Sparkles de la cual se hicieron varias remezclas. En el año 2000, lanzó el álbum compilatorio Summerbreeze y su versión mezclada de la canción «Silence» para Delerium, con Sarah McLachlan, lo expuso a un público más convencional. En 2001 lanzó su primer álbum en solitario In My Memory, que le dio varios empujones importantes a su carrera.
Justo después de lanzar su segundo álbum de estudio Just Be en 2004, en los Juegos Olímpicos de 2004 actuó en vivo en la ceremonia de apertura en Atenas, convirtiéndose en el primer DJ en tocar en vivo en el escenario de unos Juegos Olímpicos. Los temas que hizo especialmente para los Juegos Olímpicos se mezclaron y fueron lanzados como la compilación de mezclas The Parade Of The Athletes.

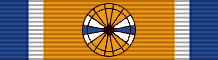
Oficial de la Orden de Orange-Nassau.

Fue nombrado Oficial de la Orden de Orange-Nassau en 2004 por la reina Beatriz. Fue elegido como el embajador oficial de la fundación Dance4Life en mayo de 2006, y lanzó la canción «Dance4Life» con Maxi Jazz para ayudar a difundir la conciencia sobre el VIH/sida. En abril de 2007, Tiësto estrenó su programa de radio Tiësto's Club Life en Radio 538 en los Países Bajos y lanzó su tercer álbum de estudio titulado Elements of Life. El álbum alcanzó el número uno en la lista de álbumes neerlandesa y el Billboard Top Electronic Albums en los Estados Unidos y recibió una nominación para un premio Grammy en 2008.
Tiësto lanzó su cuarto álbum de estudio llamado Kaleidoscope en octubre de 2009. Tiësto fue el mejor DJ en 2002 según la revista DJ Mag, título que repetiría en 2003 y 2004. Desde entonces Tiësto ha quedado segundo en el ranking excepto en 2006 cuando quedó tercero, que lo repitió en 2010 y 2011. En la encuesta de 2014 ocupó la quinta posición.
En septiembre de 2009, sacó a la venta un álbum de remixes de Kaleidoscope. En 2010 llevó a cabo su gira mundial donde ha conseguido el récord de "154 conciertos en 14 meses" algo que ningún DJ ha hecho. A finales de 2010, Tiësto sacó a la venta una recopilación llamada Magikal Journey - The Hits Collection 1998-2008 y un álbum de remixes de Kaleidoscope llamado Kaleidoscope Remixed. En 2009, fundó su nuevo sello discográfico Musical Freedom Records (subsello de Spinnin' Records), en el que edita todos sus trabajos actualmente.
En abril del 2011, lanzó una nueva serie de recopilaciones llamada Club Life: Volume One (Las Vegas). El nombre es debido a una serie de conciertos durante todo el año que ha hecho en el Hard Rock Hotel Casino en Las Vegas. Las canciones fueron elegidas basándose en las mejores canciones tocadas en sus conciertos. Inmediatamente después dio inicio a la gira Club Life World Tour que incluía conciertos por todo el mundo, en especial, en América y Canadá. Ese mismo año, sacó a la venta su quinto álbum de estudio por medio de uno de sus otros pseudónimos, Allure, llamado Kiss From The Past, con la participación de artistas como Emma Hewitt, Christian Burns, Henrik B, entre otros. 

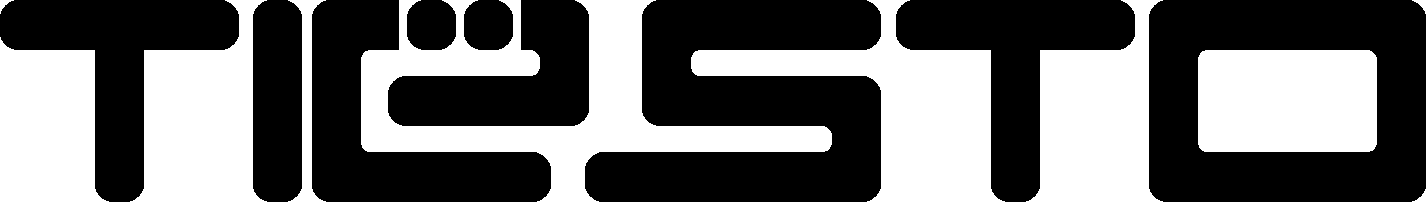
Logotipo oficial de Tiësto.

En 2012, publicó la segunda parte de Club Life e hizo referencia a una de sus ciudades favoritas, Miami. En 2013, continuó con la serie Club Life y esta vez haciendo referencia a la gran ciudad sueca, Estocolmo. En 2014, lanza A Town Called Paradise, su sexto álbum de estudio, con la participación de artistas como Hardwell, Matthew Koma, Firebeatz, Icona Pop, entre otros.

## Primeros años
Tijs Michiel Verwest nació el 17 de enero de 1969 en Breda (Países Bajos). Mostró interés por la música desde los ocho años. A la edad de los catorce, comenzó a mezclar como DJ profesional en fiestas escolares. Entre 1985 y 1994, Tiësto se estableció como DJ residente de varios clubes de los Países Bajos. En Spock, un club de Breda, perfeccionó su propio estilo en vivo en sesiones desde las 22:00 hasta las 04:00 los fines de semana. Al principio de su carrera como DJ, tocaba principalmente los géneros de dance y gabber.

## Carrera musical
En el año de 1994 comenzó a lanzar material con los sellos discográficos Chemo y Coolman, subsellos de Noculan Records. Durante estos años, produjo pistas hardcore techno-/gabber con los alias Da Joker y DJ Limited. Fue descubierto más tarde por el director general de Basic Beat Recordings, con sede en Róterdam. A finales de 1994 firma con Basic Beat donde conoce a Arny Bink. Tiësto lanza grabaciones con el subsello Trashcan, fundado por Arny, y más tarde crea el subsello Guardian Angel con el mismo Arny, y presentan con este subsello la popular serie "Forbbiden Paradise".
Entre 1995 y 1996 lanzó cuatro EP con Bonzai Records-/Bonzai Jumps y XTC, subsellos de Lightning Records. En 1997 Tiësto se unió a su amigo Yves Vandichel en su subsello, DJ Yves, una división del ahora desaparecido XSV Music, de Human Resource. En el otoño de 1997, Arny y Tiësto decidieron dejar Basic Beat y crear su sello propio, ahora conocido como Black Hole Recordings con el cual Tiësto lanzó la Serie "Magik". Trashcan desapareció y Guardian Angel continuó lanzando música hasta el año 2002. A través de Black Hole, Tiësto lanzó la serie Magik y también creó dos principales subsellos en 1998: In Trance We Trust y SongBird.
De 1998 a 1999 Tiësto lanzó música con Planetary Consciousness, donde conoce a Hardy Heller a quien invita a grabar con Black Hole. Tiësto más tarde incluyó la serie In Search of Sunrise en SongBird. En 1999, DJ Tiësto unió sus fuerzas con el DJ también neerlandés Ferry Corsten para crear el dueto de trance Gouryella. Para destacar la importancia en la expansión del ambiente del trance en el momento, había 20 diferentes versiones de CD de las 4 pistas de Gouryella con nueve sellos diferentes. También colaboró con Benno de Goeij de 1998 a 2000 bajo el nombre de Kamaya Painters. Desde noviembre de 1999, se presenta en forma mensual como residente en el Gatecrasher de Sheffield, uno de los clubes más populares de Inglaterra. En 1999 toca por doce horas en el Innercity RAI, siendo su concierto de mayor duración en Ámsterdam. Después del éxito que tuvo en Innercity, tocó en el concierto llamado Trance Energy 2000, el cual se celebró el 31 de diciembre de 1999 siendo de nuevo un éxito.

### 2000-2004:In My Memory

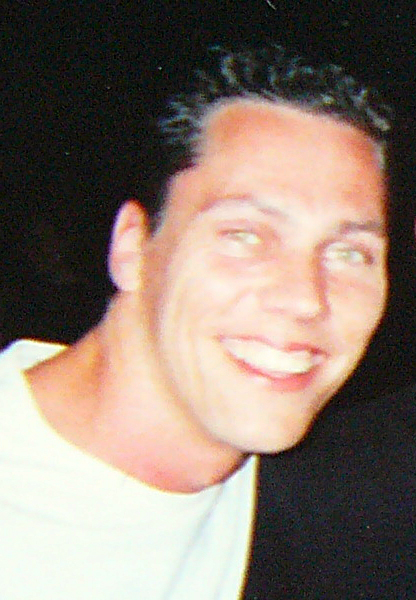
Tiësto en San Antonio, Ibiza, en julio de 2000

A finales de 2000, Tiësto decide concentrarse en su trabajo personal y dejando que Corsten escriba y produzca él solo el siguiente sencillo de Gouryella con John Ewbank. La compañía discográfica demandaba más pistas, por lo que Tiësto y Ferry no pudieron trabajar juntos en ese momento. Tiësto introduce a Armin van Buuren, Johan Gielen y Ferry Corsten a la corriente principal con sus primeras compilaciones y la serie In Trance We Trust. Summerbreeze se convirtió en el álbum de mezclas debut de Tiësto en EE. UU. con la ayuda de un contrato firmado con Nettwerk. En Summerbreeze aparece su remix de "Silence" de Delerium, el cual estuvo cuatro semanas en el Top 10 del Reino Unido, y llegó al número 3 en la lista de éxitos de dance en Billboard. In Search of Sunrise 2 fue lanzado en 2000. Tiësto decidió crear un subsello, conocido como Magik Muzik. El sello comenzó a editar los propios discos de Tiësto, pero también ha lanzado trabajos de Filterheadz, Oliver Lieb, Mark Norman, Mojado, Phynn y Jes Brieden. El sello se convirtió en una marca que representa la alta calidad de música electrónica gracias al lanzamiento del himno dance clásico de Tiësto, "Flight 643" en 2001.
La fama de Tiësto comenzó a aumentar a principios de 2000 después de su set en la primera ID&T Innercity Party (Live at Innercity: Amsterdam RAI) en 1999, el álbum compilatorio "Summerbreeze" y el lanzamiento de In My Memory, su primer álbum solista lanzado en 2001 que contenía 10 sencillos y 5 grandes éxitos. Los sencillos del álbum fueron: "Lethal Industry", que había sido producido en 1999 y del cual solo se habían producido 3 copias en ese tiempo, el tema fue lanzado oficialmente en 2001 siendo remezclado por Richard Durand en 2006 junto con "Flight 643", que fue otro sencillo que se adaptó más tarde con la voz de Suzanne Palmer y publicado como "643 (Love's on Fire)". Otros temas fueron "Obsession" en el que Tiësto trabajó junto a Junkie XL también conocido como Tom Holkenborg, las pistas instrumentales "Dallas 4PM" y "Suburban Train" con "Urban Train" como su B-Side, la cual era una versión con voces. Los últimos sencillos en ser lanzados fueron "In My Memory", que es la pista de donde se desprendel el título del álbum, y que solo recibió altas calificaciones en los Estados Unidos, y la primera canción del álbum, "Magik Journey", que abrió "Tiësto In Concert" (2003).
El 2 de febrero de 2002, Tiësto tocó nueve horas consecutivas junto a DJ Atraxion (Luis Alfonzo) en la segunda edición del festival Dutch Dimension. El 27 de febrero se le concedió el premio musical Zilveren Harp. Ese mismo año también recibió un Lucky Strike Dance Award en la categoría de Mejor DJ Trance/Progresivo. En agosto formó parte del Tour Area2 de Moby. Por 18 días viajó por los Estados Unidos con artistas como el mismo Moby, y también con David Bowie y Busta Rhymes. Después de que Junkie XL alcanzara el éxito con el remix de Elvis-"A Little Less Conversation", y un remix de Tiësto de la canción de Elvis "Burning Love", fue nominado para un premio a continuación, Dance por la UK Muzik Magazine en la categoría Mejor Radio 1 Essential Mix.

### 2003-2004:Just Bey los Juegos Olímpicos

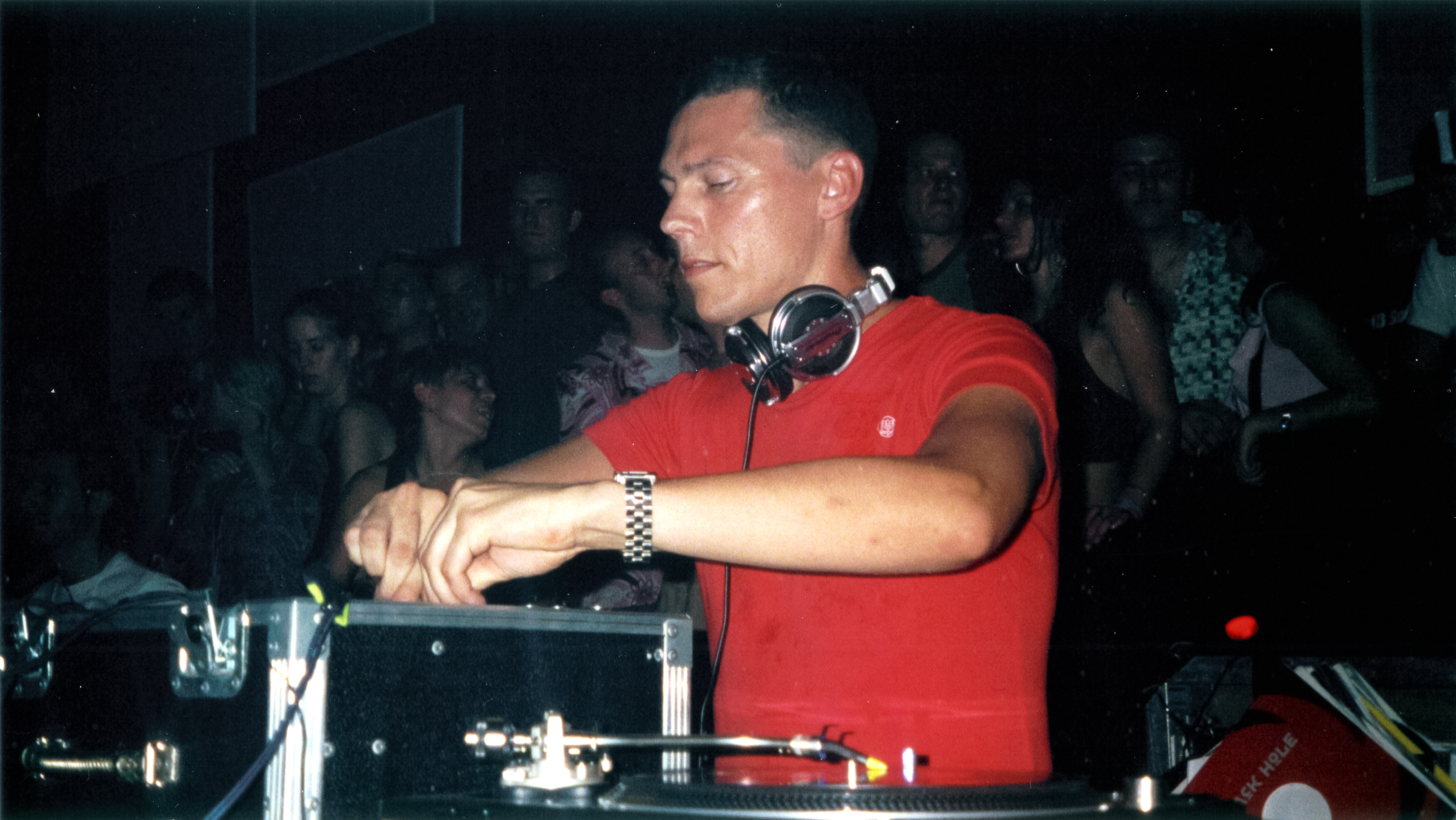
Tiësto en Berlín, después del festival Love Parade 2003

En enero de 2003, Tiësto recibió el Dutch Popprijs ('Premio Pop Neerlandés') durante el festival Noorderslag. Después de la gira con Moby, Tiësto remezcló dos de sus canciones, "We Are All Made of Stars" y "Extreme Ways" el mismo año, consiguiendo que "We Are All Made of Stars" alcanzara el puesto número 13 en el Hot Dance Club Play. En 2002 lanzó su primer In Search Of Sunrise con un nombre adicional, In Search of Sunrise 3: Panama. El 28 de marzo de 2003, Tiësto, Dieselboy, Bad Boy Bill, y Noel Sanger se unieron al PlayStation2 Dual Play tour. Las apariciones de Tiësto y Noel comenzaron el 13 de abril y terminaron el 6 de junio.
Su fama continuó a dispararse a principios de la década después de sus sets de seis horas "Tiësto Solo" en los que se presenta sin otros pinchadiscos ni actos de apertura. La idea de que un DJ tocara solo frente a una gran multitud era nueva. Tiësto fue el primer DJ que realizó un concierto en solitario en un estadio, el 10 de mayo de 2003, presentándose ante más de 25.000 personas en el GelreDome de Arnhem. Este concierto fue llamado más tarde "Tiësto In Concert". Repitió el mismo tipo de conciertos al año siguiente durante dos noches consecutivas a finales de octubre. Además de contar con estos dos conciertos para 35.000 de sus fanes, realiza otro concierto para una multitud de 20.000 en Hasselt (Bélgica), la semana siguiente.
Los conciertos del 10 de mayo de 2003 y 30 de octubre de 2004 en el GelreDome de Arnhem son puestos a la venta en DVD con el título "Tiësto In Concert" y "Tiësto In Concert 2" respectivamente. Los DVD muestran el viaje desde la primera idea hasta el evento principal, y cuenta con actuaciones en vivo de Andain, Woesthoff Dinand, y Jan Johnston. El evento incluye música en vivo y bailarines en diversos momentos a lo largo del set. El tema del evento es un viaje musical místico alrededor del mundo basado en el tema de Magik. Se trata de más de 200 minutos de actuaciones con un segundo disco con características especiales, que incluye un detrás de cámaras sobre la realización del evento, el video musical de su canción "Traffic" y comerciales de TV para el evento. El segundo DVD tiene las actuaciones de Aqualung y el violinista DJ Mason, Micha Klein y los niños del coro búlgaro de Orfeo. Es durante este período que alcanza el primer puesto en la revista DJ Magazine (Reino Unido) en 2002, 2003 y 2004.
En 2004 lanzó "Just Be", su segundo álbum de estudio, donde destacó su primer sencillo "Traffic", que es la primera pista no vocal en ser número uno en el Dutch Charts en 23 años. Tiësto y Kirsty Hawkshaws produjeron el sencillo "Just Be", que apareció en la banda sonora de la serie de televisión Nip/Tuck, y "Love Comes Again" que fue utilizado en un comercial de Coca-Cola en Holanda. El tema "Sweet Misery" fue originalmente escrito para Evanescence pero no estuvo listo antes del plazo para el lanzamiento del álbum. EL remix de Tiësto de "Rain Down on Me" de Kane aparece en el juego FIFA Football 2004. En apoyo a su álbum Just Be, tocó en Breda, Eindhoven, Utrecht y Ámsterdam; estas paradas se llamaron después Just Be: Train Tour. El 20 de mayo de 2004 fue nombrado Oficial de la Orden de Orange-Nassau por Su Majestad la Reina Beatriz de los Países Bajos.

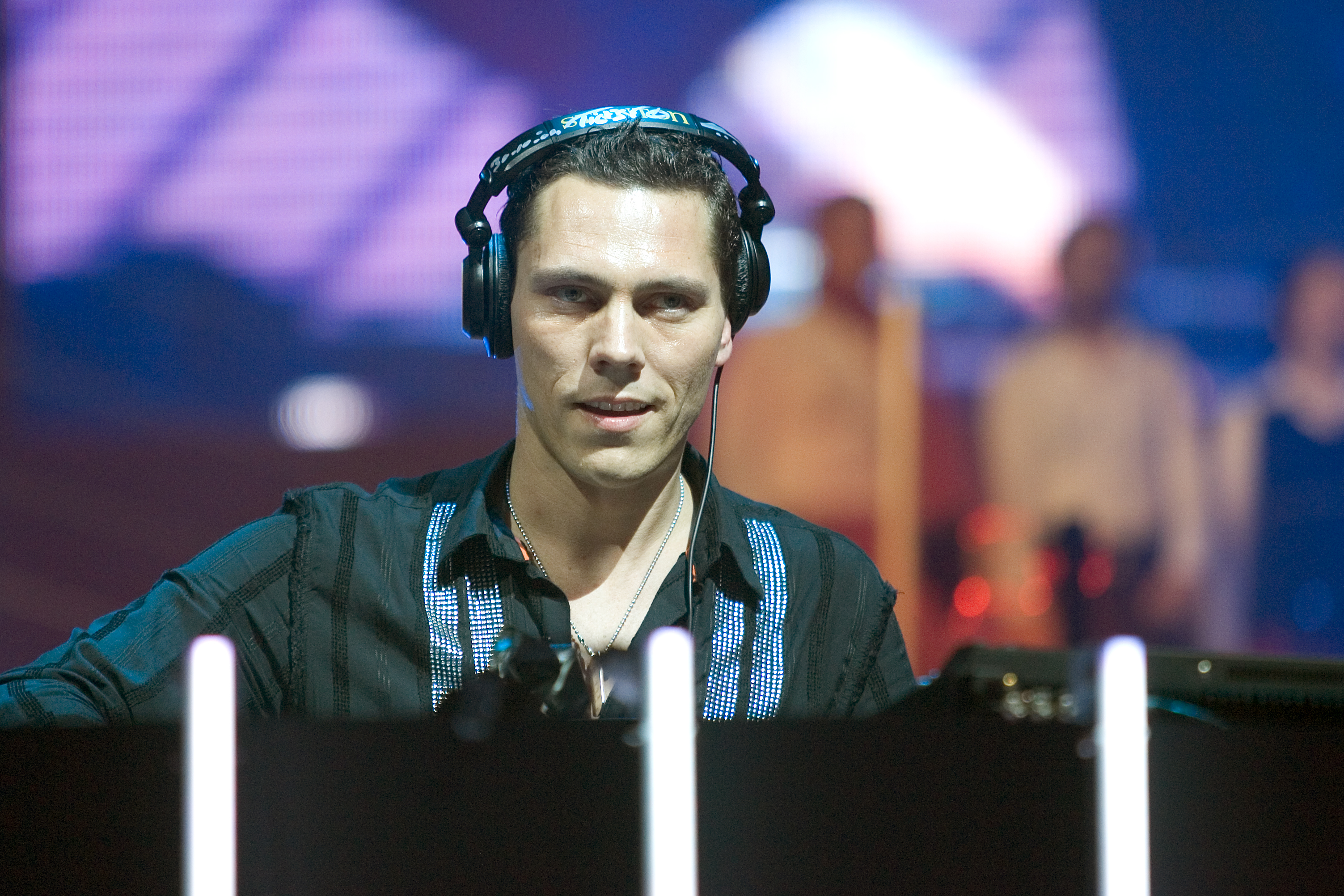
Tijs Michiel Verwest en 2004

El Comité Organizador de los Juegos Olímpicos de Atenas 2004 le pidió a Tiësto que actuara en los Juegos Olímpicos, convirtiéndose en el primer DJ en tocar en vivo en el escenario de los Juegos Olímpicos, fue en la ceremonia de apertura de los Juegos Olímpicos de Atenas 2004 donde tocó durante 90 minutos. Tiësto voló a Atenas en enero de 2004 para tener una reunión con el Comité Organizador. Su Tiësto in Concert DVD llamó su atención, tras lo cual se le pidió que escribiera más canciones con base en su tema de apertura "Adagio For Strings", que podría encajar con el espíritu olímpico y combinar lo clásico con la modernidad. El primer ensayo fue el sábado 7 de agosto, para un estadio vacío, el segundo ensayo fue el domingo 8 de agosto con 35.000 voluntarios, muchos de la gente reconoció a algunos temas como "Tráffic" y "Adagio for strings". El último ensayo incluyó a casi 60.000 personas en el estadio que fue el martes 10 de agosto, hubo algunos problemas técnicos, el mezclador se vino abajo, los monitores se retiraron un par de veces y la música en el estadio no fue continuada en el volumen correcto.
Durante el desfile del viernes 13 de agosto en donde todos los países participantes presentaron a sus atletas los cuales fueron más de 10.500 en total y 80.000 en el público, solo 75.000 sabían de música de baile. En el curso de su actuación los atletas neerlandeses empezaron a bailar delante de la cabina de DJ y tuvieron que ser trasladados por los funcionarios. El espectáculo incluyó temas nuevos producidos especialmente para la ceremonia de apertura y canciones que fueron creadas para complementar el espíritu y el tema de la ceremonia. Una condensación grabada en el estudio de las canciones tocadas en el set Olímpico fue publicada más tarde en forma de álbum, con nuevas canciones compuestas especialmente para la ocasión, bajo el título Parade of the Athletes, publicado en octubre de 2004. En las notas, señaló que el COI pidió que la música no contuviera letra alguna, ya que podría ser malinterpretado inadvertidamente. Después de cierto éxito, una versión sin mezclar también fue lanzada exclusivamente en iTunes con canciones a tiempo completo.

### 2005-2006: Popularidad mundial y tours mundiales
A finales de 2004 comenzó su gira en América Latina, con su lanzamiento del In Search of Sunrise 3: Panamá influenciado por el sol y la arena del verano del 2002, la gira continuó en 2005 y Tiësto actuó en vivo en Brasil, Argentina, Uruguay, Panamá, Paraguay, Guatemala, Costa Rica, Chile, Perú, Bolivia, Ecuador, México, República Dominicana, Venezuela y Colombia. Tras las visitas, In Search of Sunrise 4: Latin America fue lanzado en 2005, en una edición con 2 CD por primera vez en la serie In Search of Sunrise. Ésta fue la primera compilación mezclada en más de un año después de Nyana.
En 2005 su compilación Perfect Remixes Vol. 3 fue lanzada a través de Warlock Records, conteniendo diez mezclas que fueron creadas durante el comienzo de su carrera, siendo algunas "Breezer" de Junkie XL, "Pulsar 2002" de Mauro Picotto y "Never (Past Tense)" de The Roc Project. El 20 de agosto de 2005, Verwest llevó el "Tiësto In Concert" a EE. UU. cuando tocó para 16.000 personas en el Los Ángeles Memorial Sports Arena con bailarines del Cirque du Soleil. Por segundo año consecutivo tocó en el concierto de víspera de Año Viejo/Año Nuevo en Las Vegas, Nevada en el Orleans Arena para una multitud que agotó las entradas. Su tour en EE. UU. por 4 ciudades, tuvo que posponerse debido a los daños del Huracán Katrina en Nueva Orleans y Miami. Al tocar en varias ciudades alrededor del mundo su fama se extendió y se cimentó su popularidad entre el público mayoritario.[cita requerida] Y se fue superando aún más cuando en el verano de 2007 puso a bailar a más de 250.000 personas en las playas de Ipanema, Brasil, convirtiéndose en el segundo mayor concierto de la historia. La revista BPM tiene una encuesta anual en los EE. UU. que se da a conocer en el WMC, donde en 2005 Tiësto tomó el N.º 1.[cita requerida] Las influencias de Los Ángeles permanecieron en él, influyendo más tarde en su compilación In Search Of Sunrise.
El 16 de abril de 2005, tocó en Disneyland Resort Paris, el cual se había inaugurado recientemente. El Space Mountain: Mission 2 había invitado a Tiësto para celebrar el lanzamiento del viaje, ofreciendo un concierto en vivo en el parque Disneyland. Tiësto realizó una remezcla especial de la banda sonora de Space Mountain: Mission 2, así como muchos de sus propios temas. Tiësto destacó en el Space Mountain: Mission 2 Concert donde también actuó el DJ francés Bob Sinclar. Él fue abierto de nuevo para los fanes de Tiësto permitiendo que pudieran permanecer para el concierto de 3 horas.[cita requerida]
Una escultura de cera de Tiësto se colocó detrás de una mesa giratoria en Madame Tussauds en Ámsterdam, donde los visitantes pueden mezclar la música de Tiësto. Su álbum Just Be también ganó un Edison Músic Award en la categoría Mejor Álbum Dance en 2005.[cita requerida]
El fútbol neerlandés es ampliamente considerado en la televisión neerlandesa y Tiësto es el primer artista en inspirar a sus directores para usar su música durante la cobertura de los partidos. Antes de cada juego, "Match of the Day" se toca en el estadio con los equipos formados en el campo.[cita requerida]
En el otoño de 2005 empezó una muy exitosa gira por toda Centroamérica y Europa del Este, donde tocó una vez en cada país ante multitudes de 10 000 a 15.000 aficionados. Tocó en Ucrania, Eslovaquia, Serbia, Macedonia, Rumanía, Hungría, República Checa, Turquía, Croacia y Polonia. Tiësto también tocó en el festival de UNITY en Sudáfrica donde tuvo un show en el Gallagher Estate Arena en Midrand, un suburbio de Johannesburgo, ante más de 18.000 fanes.[cita requerida] La gira por Estados Unidos que fuera parte del Tiësto in Concert fue eclipsada con su aparición en el Sensation White en 2006 donde tocó para más de 45.000 personas en el evento Dance más grande del mundo en Ámsterdam, Holanda. La preventa comenzó a las 10:00 a. m. el 10 de marzo, agotándose las entradas en dos horas. En 2005 también hizo un cameo en la multigalardonada película It's All Gone Pete Tong como él mismo. También contribuyó con la canción "Goldrush" para el juego de carreras futuristas Wipeout Pure para la PlayStation Portable.
In Search of Sunrise 5: Los Angeles fue lanzado en 2006 que fue certificado oro en Canadá por la venta de más de 50.000 copias. También obtuvo altos lugares en los charts, fue así como logró ser #34 en Canadá y #59 en Austria. La recopilación se inició en la Conferencia de Música de Invierno en Mansion de South Beach de Miami para apoyar su liberación, siguió su Tiësto In Search Of Sunrise 6:Asia Tour por más de 3 semanas en Malasia, Japón, Filipinas, Corea del Sur, China, Tailandia, Taiwán, e Indonesia. [42] El 19 de marzo de 2006, la Fórmula 1 tuvo lugar en Kuala Lumpur, Malasia. Tocó durante el Gran Premio internacional con el oficial de Renault F1 en boxes junto a una parte del equipo. Tiësto preparó un conjunto de 5 horas el sábado por la noche antes del comienzo de la carrera del domingo en el que JES cantó "As The Rush Comes".
El 10 de junio de 2006, Tiësto dio un concierto gratuito abierto en la Volvo Ocean Race en Róterdam, que duró 75 minutos. Walt Disney Pictures lanzó Pirates of the Caribbean: Dead Man's Chest y la banda sonora incluye la canción He's a Pirate que Tiësto le pidió remezclar y produjo un himno trance, así como un remix de orquesta con la orquesta original. Los Piratas Remixed EP contiene el remix de Tiësto y una radio edit. La película se estrenó en los cines a nivel nacional el 7 de julio, y el remix fue lanzado el 4 de julio. La canción más tarde se convirtió en el primer sencillo en el álbum de Tiësto Elements of Life, que fue incluida como bonus track, la canción llegó al #7 en Hot Dance Club Play de éxitos de Billboard y el #5 en los Países Bajos Top 40 de Holanda. La canción marca el inicio de Elements of Life, su futuro álbum en este momento.
En septiembre de 2006 Tiësto fue ingresado en el hospital después de experimentar dolor en el pecho. Se le diagnosticó pericarditis y, posteriormente, tuvo que cancelar una serie de espectáculos. Con el diagnóstico, fue invitado a apoyar Dance4Life para ayudar a los adolescentes que no son conscientes de los riesgos de VIH / sida.

### 2007-2008: Elements of Life y la residencia en Privilege Ibiza

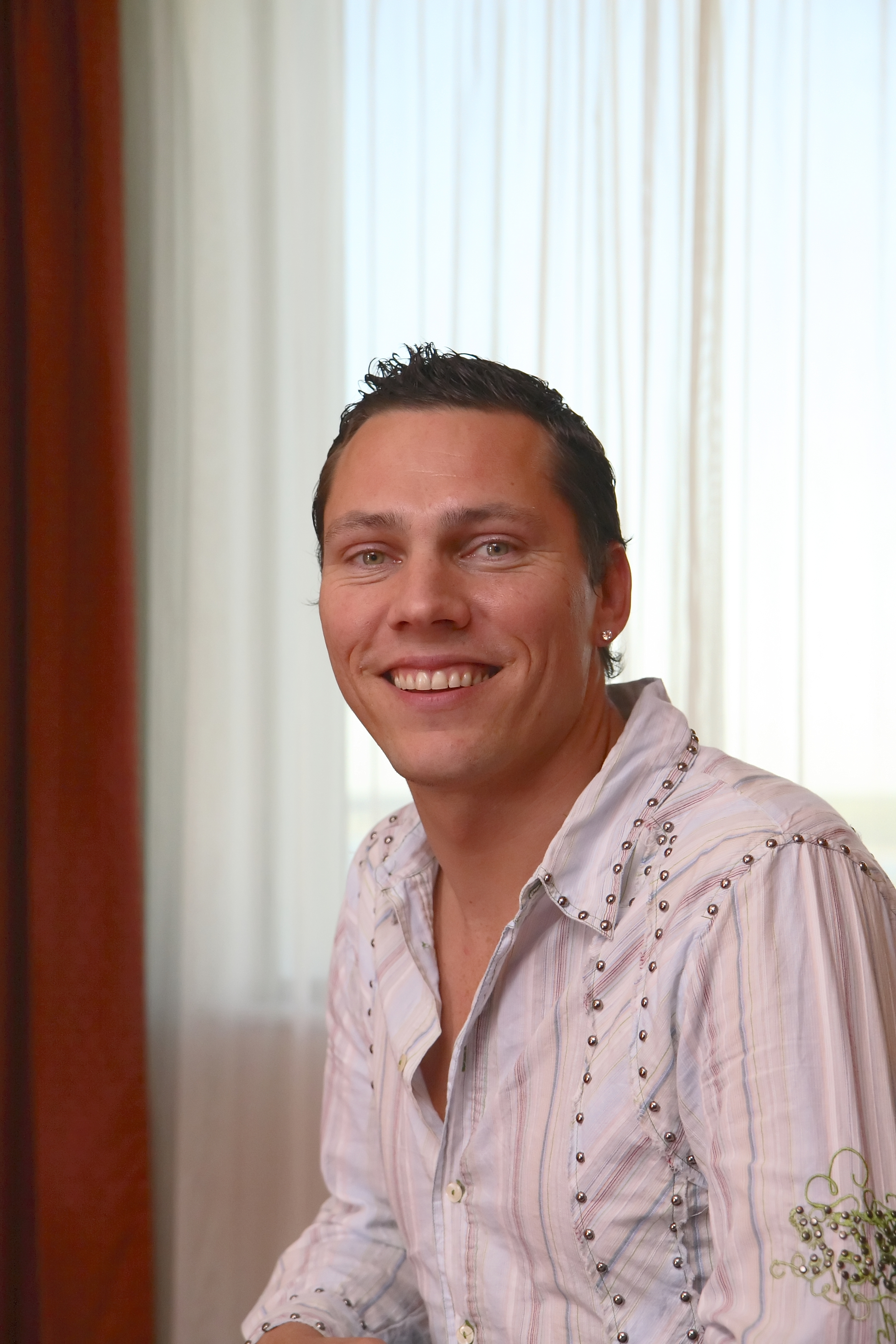
Tiësto en Tallin, junio de 2007

El 16 de abril de 2007, Tiësto lanzó su tercer álbum de estudio Elements Of life. El álbum vendió 73.000 unidades, según Nielsen SoundScan. Durante la producción del álbum, Tiësto en varios casos, envió una demo con la música a ciertos artistas y ellos le respondieron de nuevo con la letra y voz. En el caso de Christian Burns de BBMak, Tiësto se reunió con él a través de MySpace y se puso en contacto con él para la producción del sencillo "In the Dark". El álbum se compone de rock, trance y la música experimental, que muestra el estilo de Tiësto. Tiësto ha crecido a lo largo de los años transcurridos desde los lanzamientos de sus discos anteriores, que contenía letras de canciones, In my Memory y Just Be. El productor Brian Transeau (BT) colaboró con Tiësto en tres canciones, compuso "Bright Morningstar" y "Sweet Things", y también realizó la voz en el sencillo "Break My Fall". Juntos produjeron más pistas que no fueron editadas en el álbum. En diciembre de 2007 se anunció que el álbum fue nominado para un premio Grammy, en la categoría "Best Electronic / Dance Album".
El álbum también recibió certificaciones de oro en Bélgica, Hungría, Países Bajos y Rumanía. Streamline Studios, un desarrollador de juegos independiente y proveedor de contenidos digitales para videojuegos AAA y Black Hole Recordings formaron una empresa conjunta que ofrece soluciones de sonido para el entretenimiento digital, incluyendo todo el catálogo de los artistas de Black Hole. Los trabajos de Streamline Sound fueron algunos como en el rol de multijugador masivo de juego en línea para PC "Espada del Nuevo Mundo: Granado Espada" con 17 canciones, Forza Motorsport 2, que incluye las pistas de Tom Cloud "Told You So" y Hoopworld. Una fiesta de lanzamiento especial se celebró en el Heineken Music Hall en Ámsterdam el 3 de noviembre de 2007, para In Search of Sunrise 6: Ibiza. La compilación fue galardonada en el 2008 WMC Awards en Miami, ganó como "Mejor lenght DJ Mix CD".
El 6 de abril de 2007 Tiësto comenzó a presentar un nuevo programa de radio semanal de dos horas llamada Tiësto's Club Life en la emisora de radio Radio 538. Ambos con 1worldspace y hermanas de XM Satellite Radio, en Estados Unidos se empezó a emitir más tarde en el Canal 81 BPM como parte de su dominación mundial en las noches de sábado. El show se emite en Radio 538 en viernes por la noche entre las 22:00 CET y la medianoche y en BPM sábados por la noche entre las 8:00 p. m. ET y 10:00 p. m. ET. La primera hora está también disponible como un pódcast en el sitio web de Radio 538 y en iTunes podcasts.
Para promocionar el álbum Elements of Life, Tiësto se embarcó en su tour Elements of Life World Tour que tuvo varias presentaciones alrededor del mundo. La presentación de Tiësto en Parken Stadium en Copenhague, Dinamarca el 10 de noviembre de 2007 se agotó. El evento fue filmado para un DVD y se presentó en una fiesta el 29 de febrero de 2008 en Londres en el Club IndigO2.
Tiësto abrió un club-restaurante nueva adquisición con la comida china, música electrónica y entretenimiento en vivo el 7 de junio de 2007 se llamó Cineac. Tiësto inauguró Cineac con un nuevo himno llamado "Happy People". Los huéspedes pueden ver diferentes estilos modernos de la música mezclada por los mejores DJ. Más adelante fue retitulado "La Mansión". Tiësto y Reebok presentaron zapatillas en noviembre de 2007. La caja de zapatos viene con un especial de edición limitada Tiësto y Reebok CD, que contiene el álbum Elements Of Life y el disco extra. Solo 1000 unidades estaban disponibles para la venta en los Países Bajos. Anteriormente DJ Tiësto y Reebok había puesto en libertad "Ejecute el DJ Tiësto", que consistía en otro lanzamiento de zapatillas con Tiësto como uno de los diseñadores. En la actualidad es propietario de una línea de Reebok RBK zapatos. Tiësto fue seleccionado recientemente por Microsoft para lanzar su nuevo sistema operativo Vista para el mercado neerlandés, colocándolo a la par con Robbie Williams, quien realizó un derecho similar en el Reino Unido. La asociación incluye una aplicación de Vista construido especialmente para Tiësto, que había más de mil descargas desde su página web un día durante la primera semana de disponibilidad. Tiene una barra de herramientas de Tiësto para la clasificación, una aplicación plug-in que permite a los fanes que se le informe con el DJ en tiempo real y recibe alertas en vivo en conciertos, apariciones y nueva música. Tiësto presenta la solicitud en el evento de lanzamiento para Vista el 29 de enero en Ámsterdam.
Tiësto anuncia su residencia en Privilege que fue reconocido oficialmente por el Guinness World Records por ser el club más grande del mundo. Toca en Ibiza todos los lunes, de 7 de julio hasta el 22 de septiembre. Las actuaciones consistieron en sets de cuatro horas en el estilo de su In Search of Sunrise. En 2007 había lanzado In Search of Sunrise 6: Ibiza que se inspiró en la isla, la residencia también contó con la actuación de deejays invitados, todos seleccionados por Tiësto, como Chris Lake, Andy Duguid, Mat Zo, Cosmic Gate, Alex Kunnari y Sander van Doorn, así como apariciones en exclusiva por Fonzerelli y Airbase.
Sus tres últimos lanzamientos de larga duración rompió la marca de 70.000 unidades, y 2003 2CD compilación Nyana han aumentado recientemente a 87.000, según Nielsen SoundScan. En apoyo del álbum, se embarcó en su Elements of Life World Tour el cual viajó alrededor de todo el mundo, incluyendo América Latina en donde atrajo algunas de las mayores multitudes en sus conciertos entre enero y febrero en América del Sur la pierna de la gira. El 7 de enero, él tocó para más de 200.000 personas en la playa de Ipanema en Río de Janeiro. El 16 de febrero de 2008 tocó en la India en el estadio Gachibowli, Hyderabad. Fue su primer show en el sur de Asia y fue un gran éxito.
Para promocionar el álbum Elements of Life, Tiësto se embarcó en su tour Elements of Life World Tour que tuvo varias presentaciones alrededor del mundo. Tiësto tocó en el Parken Stadium de Copenhague, Dinamarca, el 10 de noviembre de 2007 para el cual se agotaron todos los boletos. El Copenhague: Elements of Life World Tour DVD fue lanzado en una fiesta llevada a cabo el 29 de febrero de 2008, de 8 p. m.-03 a. m. en Londres en el club IndigO2.
El 28 de abril de 2008, Tiësto lanzó Elements of Life: Remixed, una recopilación de los temas de Elements of life con todas las canciones excepto "He's a Pirate" para ser reemplazados por versiones remasterizadas, y "He's a Pirate" se sustituye por "No More Heroes", una producción conjunta con Blue Man Group. La canción es una adaptación de la canción "Héroes" de su anterior álbum Parade of the Athletes. A mediados de 2008, anunció In Search Of Sunrise: Summer Tour 2008, la gira fue presentada por Armani Exchange el 23 de mayo y finalizó el 4 de julio en el Bonnaroo Festival de las Artes y el viernes 13 de junio en el ETD Pop Festival de San Francisco. Este tour es en apoyo de su próxima compilación In Search of Sunrise 7: Asia, que forma parte de una asociación de patrocinio, con vestuario exclusivo y una edición limitada de 3 juegos de CD. Una compilación en CD más exclusiva de DJ's del propio sello Black Hole Recordings, llamado 10 Años de Black Hole Recordings se dio a conocer a finales de año. Armani también venderá una exclusiva camiseta de Tiësto de marca relacionada con la gira, y el artista se presentará en tres tiendas A X | durante la gira. La gira se basa en sus inéditas compilaciones In Search of Sunrise 6: Ibiza e In Search of Sunrise 7: Asia.
El 8 de agosto de 2008 Tiësto se convirtió en el primer DJ para actuar en el famoso O2 Arena de Londres como parte de su In Search of Sunrise Summer Tour 7, el evento fue vendido con una capacidad de 20.000 personas, el evento lo organizó durante 5 horas con 200 metros cuadrados (239 yardas cuadradas) de led de pared, un sistema de sonido de 200.000 vatios y 300.000 vatios más de iluminación. Ese mismo día, Tiësto había tocado en la tienda en Armani Exchange en Regent Street en el centro de Londres.
Debido a los últimos Juegos Olímpicos de 2008 en agosto, Ultra Records de Nueva York's anunció que es socio de Coca-Cola, con motivo de una promoción que auspicia Coca-Cola como patrocinador de los Juegos Olímpicos de Beijing, donde se combina con el arte y la música. Ocho músicos y otros artistas fueron escogidos, incluyendo Tiësto, para crear canciones inspiradas por algunos diseños especialmente botellas de Coca-Cola. Tiësto produjo una canción inspirada en "Global Harmony" y en Xue de diseño de Xiao de la botella de Coca Cola que se titula de la "Global Harmony", la cual no es su primera vez en participar con los Juegos Olímpicos o Coca-Cola, ya que antes Tiësto participó en el Juegos Olímpicos de 2004 y produjo una canción para Coca-Cola titulada "Searching", que fue utilizada en un anuncio de televisión "Corona and Lime", una canción de Shwayze incluye el nombre de Tiësto en las letras, "tecno topetón de DJ Tiësto".
En noviembre de Tiësto remixeo la canción "Not Falling Apart" para Maroon 5, ya que solicitaron que remixeara una canción de su álbum It Won't Be Soon Before Long, que se incluirán en la llamada y respuesta: The Remix Album, que ofrece una variedad de sus artistas favoritos. El remix de "Not Falling Apart" es la única versión de la canción incluida en el álbum de remixes que fue lanzado el 8 de diciembre. En la víspera del Año Nuevo tocó en Roseland Ballroom en Nueva York, al día siguiente tocó en el Bell Centre en Montreal, terminando con su In Search of Sunrise: Summer Tour 2008 y listo para comenzar el 2009.

### 2009-2010:Kaleidoscopey el tour, Musical Freedom
Una producción única se preparó para Tiësto de 8 junio a 21 septiembre para su regreso en Privilege Club por segundo año consecutivo en las noches de lunes, después de un exitoso año como residente en 2008. Durante su tiempo en Privilege hizo su álbum próximo. El 31 de julio, fue el primer DJ para llevar a cabo para 25.000 personas en un concierto al aire libre exclusiva en Victoria Park, Londres.
El 6 de octubre de 2009, Tiësto lanzó su cuarto álbum de estudio Kaleidoscope. A diferencia de sus discos anteriores, que eran sobre todo trance, Caleidoscopio explora otros géneros electrónicos, y se considera el álbum más experimental de Tiësto. El primer sencillo "I will be here", con Sneaky Sound System que salió en julio de 2009. En su primera semana, el álbum alcanzó el Top 10 de éxitos en iTunes.
Para el lanzamiento del álbum se ha creado un nuevo sello discográfico llamado Musical Freedom. Tras su separación de Black Hole Recordings. Tiësto sentía que su música fue evolucionando en una nueva dirección y su enfoque como artista se aleja de Black hole y se creó para apoyar su nueva gira, que comparten el nombre de su nuevo álbum, llamado Kaleidoscope World Tour que comenzó a finales de septiembre.
El logotipo de Tiësto es una paloma, simboliza la libertad de la música, y la libertad del alma. Tiësto decidió imponerlo como su símbolo después de que realizó diversas campañas contra el sida.
El 28 de octubre de 2009, la revista DJ Magazine, anunció los resultados de su encuesta anual de los 100 DJ, DJ Tiësto en el n.º 2, La canción de Tiësto "Elements of Life" se mezcló, luego participó con Benny Benassi en el tema "Satisfacción" para el videojuego DJ Hero. Tiësto ha participado con un dúo de rap de Memphis, Three 6 Mafia's nuevo álbum de Leyes del Poder llamado "Feel It", que presenta Flo Rida y Sean Kingston.
En una entrevista en la revista Cliché's 02 2010, Tiësto dijo: "Bueno, mis planes para 2010 son definitivamente hacer una gira! llegando a Australia en enero, luego febrero, el Reino Unido en marzo!" Él se establece para llevar a cabo cinco programas de escena del Reino Unido en marzo y otro en Dublín, Irlanda.
El 7 de abril de 2010 Tiësto anunció que comenzaría una serie nueva recopilación llamada "Un nuevo amanecer (a new dawn)", con su propio sello Musical freedom. En su entrevista Tiësto confirma, además, que él ya no tendrá ninguna implicación más con Black Hole Recordings. Además de que el 15 de julio de 2010 estuvo presente en el Openhouse de la Cervecera de Puerto Rico en Mayagüez y dio comenzó a los juegos Centro Americanos y del Caribe Mayagüez 2010.
El 27 de octubre de 2010, Tiësto ha dejado el segundo lugar del máximo presidium de la música electrónica, la revista DJ Mag, para postularse en tercer lugar, solo después de Armin Van Buuren y de David Guetta, con quien intercambió la posición según la lista de 2009.
El 17 de diciembre la canción " Delirium feat Sarah Mclachlan - Silence ( Tiësto In Search Of Sunrise Remix ) fue nombrada la mejor canción de toda la historia del trance, como resultados de los votos publicados en el TOP1000 de A State of Trance de Armin van Buuren.

### 2011:Club Life Volume One Las Vegas
El 6 de marzo, expresó acerca de un próximo álbum que será lanzado para el año 2013 con una proyección similar a Kaleidoscope.
El 5 de abril, fue el lanzamiento mundial de disco compilatorio "Club Life: Volume One (Las Vegas)". El álbum contiene 16 canciones más un bonus track.
El nombre lo debe a la residencia anual que hace durante el año 2011 en el hotel Hard Rock Casino en Las Vegas, donde toca una vez al mes. Aparte de su residencia de verano en el club Privlege de Ibiza, algunas canciones del álbum son exclusivas del álbum, otras canciones son de la radio Club Life, y antiguas y nuevas producciones suyas.
Así mismo, empezó su nueva gira mundial llamada " Club Life World Tour " donde ha hecho giras por Canadá, varios conciertos por Europa, una gira por América Latina, tocando en países como Colombia, Brasil, México, Venezuela, Perú, Panamá, y una gira por América del Norte llamada "Club Life University Collage Invasion". Un tour donde ha tocado en múltiples estados ante un público juvenil, en donde la gira terminó en el estadio Home Deport Center en Los Ángeles, donde hizo un nuevo récord histórico" el evento de un dj con más audiencia en la historia de EE. UU con 26 000 personas". Concierto donde puede que se saque un DVD. Actualmente esta por la gira de América Latina y México, tocando en países como Venezuela, Perú, Brasil, Colombia...
Durante el verano vuelve a hacer su residencia anual en el Privilege de Ibiza, el club más grande del mundo, donde ha tocado todos los lunes durante los meses junio, julio,
agosto, y septiembre.
Ese mismo verano, fue parte del cartel de la segunda temporada de WEDJ's en Opium (Barcelona) uno de los clubs más internacionales de la ciudad de Barcelona.
Durante el transcurso de este año, Tiësto ha hecho nuevas producciones, y muchas de ellas al alcanzado el primer puesto en la mayor lista musical electrónica a través de Internet llamada "Beatport". Canciones como Maximal Crazy, una canción que siempre utiliza para el final de sus actuaciones, y posiblemente la canción más energética que pone ahora mismo en sus conciertos, también ha colaborado con artistas como Hardwell para la canción "Zero 76" nombre que se debe al prefijo de Breda, la ciudad en donde Tiësto y Hardwell nacieron, Beautiful World, una producción con Mark Knight y Dino, otra de las grandes canciones de Tiësto este año y pionera en las listas musicales. También ha sacado varios remixes de su canción "Word Hard Play Hard", un remix de esta canción está hecho por AutoErotique, en donde se sacó videoclip, el primer videoclip música que se ha hecho gracias a los fanes, debido a las grabaciones de que hacen los fanes en sus conciertos, a través de muchos fragmentos se hizo este videoclip.

### 2012:Club Life Vol.2 Miamiy otros

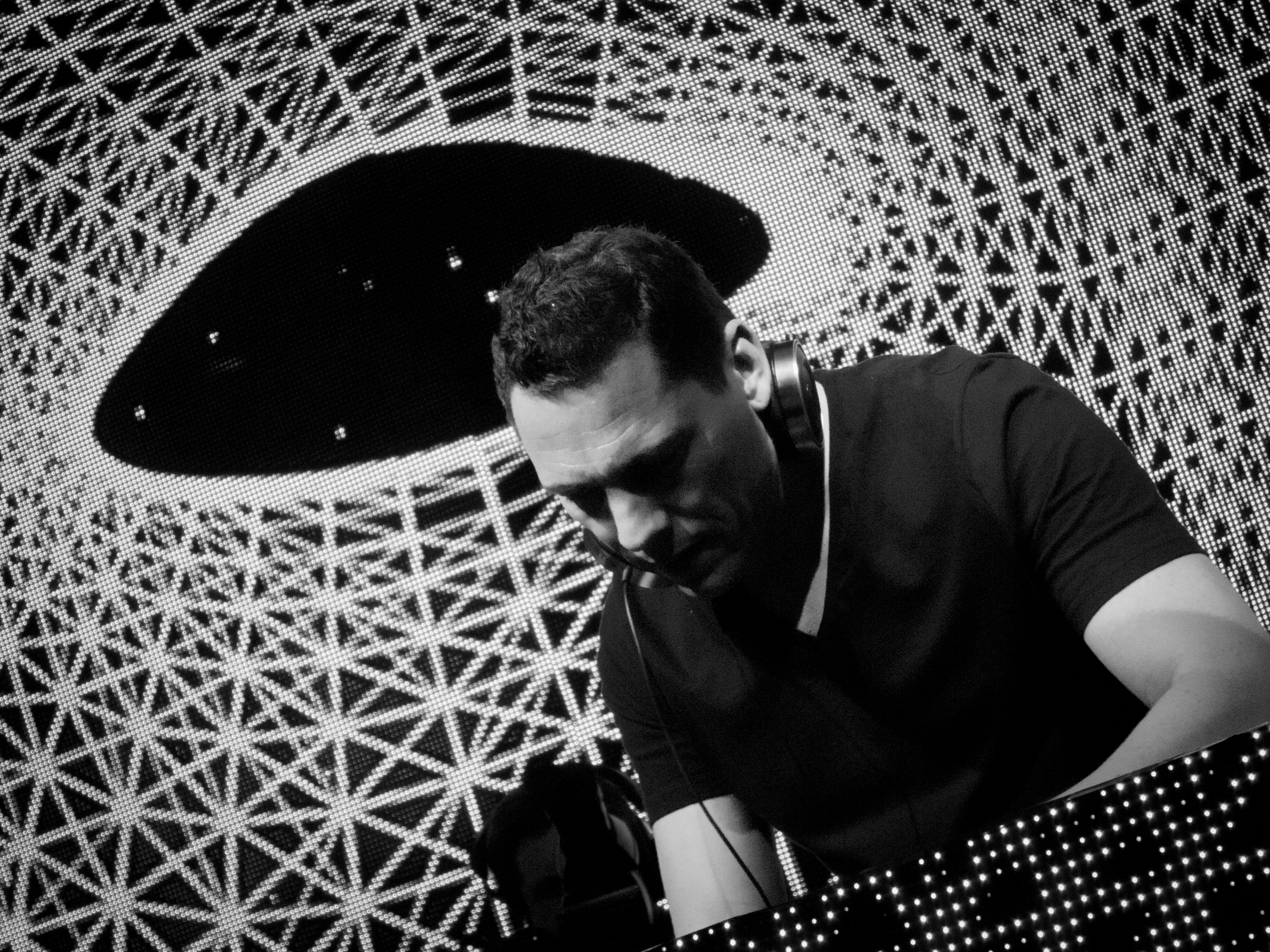
Verwest en el Consumer Electronics Show 2012

El 11 de enero de 2012, hace historia convirtiéndose en el primer DJ a nivel mundial que lanza un evento de Live Stream, en conjunto con HP, Intel y Twitter, dicho evento sirvió para cerrar la presentación de la portátil Ultrabook de HP, Envy 14 Spectre.
El 9 de febrero del 2012 se anunciaba en su página oficial el lanzamiento de su aplicación para iPhone la cual fue galardonada por la App-o-Day como "Music app of the year".
Los siguientes meses fueron muy fructíferos para Tijs ya que después de ser nombrado número uno en la DJ List llegó el lanzamiento de Club Life: Volume Two Miami. El álbum alcanzó el puesto #16 en el Billboard 200 y la primera ubicación en el Top Electronic Albums. Incluye grandes producciones del 2012, como la versión remixada de "In My Mind" realizada por Axwell para Ivan Gough o Arena de Avesta sin dejar atrás a grandes remixes lanzados por Tiësto, el famoso “Somebody That I Used to Know” de Gotye (Remix que llegó al número uno en Beatport) o Paradise de Coldplay, y una colaboración con Hardwell en remix de Young Blood para The Naked & Famous; y a eso le sumamos sus colaboraciones con Swanky Tunes en “Make Some Noise” o con Wolfgang Gartner en We Own the Night, esta última alcanzando el peldaño número 3 de Beatport o con Jorge Sotalín (J-dj). El álbum también contó con producciones propias de Tiësto como su actual opening de sus conciertos, “Chasing Summers”, otro de estos temas fue “Maximal Crazy” el cual recibió una nominación al IDMA 2012.
El 4 de junio salió a la venta su nueva producción, en colaboración con la banda neerlandesa Showtek titulada Hell Yeah! el mismo del cual se estrenó su videoclip el 14 del mismo mes.
Recientemente Tiësto se ha juntado con Skoda para promocionar una nueva gama de esta marca, en el cual realiza varios conciertos por Europa promocionando la marca, en sus conciertos toca en un Dj car, un coche desmontable donde se transforma en una cabina de dj, para esta promoción Tiësto lanzó una colaboración junto a la cantante estadounidense Anastacia llamada " What Can We Do (A deeper Love)".
Recientemente se publicó en la revista Celebritynetworth, los djs más ricos del mundo, dando el primer resultado a Tiësto, que ingresa 65 millones de dólares anuales.
Tiësto en la actualidad ha firmado con la prestigiosa marca Guess para promocionar prendas de moda y relojes de edición limitada, en cual hizo una fiesta especial en la discoteca
pacha de ibiza, donde actualmente realiza su residencia veraniega. En octubre de 2012 prepara su gira por Estados Unidos, la " segunda parte " de la gira que realizó el año pasado por estas mismas fechas, llamada Collage Invasion Tour 2012.
Recientemente la revista FORBES le catalogó como el dj mejor pagado del mundo, sumando 18 millones de euros en los últimos 12 meses, cobrando un total de 250.000€ por sesión.
En octubre se publicaron los resultados de la encuesta anual realizada por Dj magazine sobre el top 100 djs, Tiësto subió una posición de nuevo para colocarse el 2.º, durante un mes tuvo que cancelar todas sus actuaciones debido a una lesión de espalda, dichas actuaciones de octubre correspondían con " Collage Invasion Tour 2 ".Las fechas de estos conciertos han sido prolongadas hasta marzo de 2013
En noviembre y diciembre presentó un álbum llamado Dance Red Saves Lives, una compilación de los grandes artistas de la música electrónica mundial presentado por él, cuyo objetivo es luchar para una generación libre de sida para el 2015, para ello colaboró con Bono (U2) en la canción U2 vs Tiësto - Pride (In the name of Love). Además se retransmitió un concierto en directo en YouTube desde Melbourne (Australia) en el festival Stereosonic ante 40 000-50 000 personas. El álbum llegó al Top4 mundial en iTunes.

### 2013:Club Life Vol.3 Stockholmy un nuevo disco de estudio
Durante enero y parte de febrero, Tiësto realiza una gira a través de Brasil. También anuncia este año una nueva gira, la continuación de la gira Collage Invasion Tour, un nuevo disco de estudio, la tercera parte de las complilaciones Club Life, además de haber cambiado de mánager y asociarse con Coran Capshaw de Red Light Management, donde explicó en la Revista Billboard: "Yo sé que él está trabajando en un montón de cosas para mí en este momento, y creo que lo hará. Definitivamente ayudará a mi carrera para llegar al siguiente nivel."
Su canción "Adagio for Strings" quedó en el segundo puesto de las mejores canciones de la historia de la música electrónica en la revista Mixmag, que ya le nombró en el año 2010 el mejor Dj de todos los tiempos. Además, en el número 12 el "Delerium – Silence (Tiësto's In Search of Sunrise Remix)" que ya fue nombrada como mejor canción de todos los tiempos en la votación trancetop1000 en el año 2010. En 2013, esta misma revista ha nominado 40 de sus canciones.
La superestrella había confirmado que el 25 de junio de 2013, lanzariá su Club Life Vol 3 Stockholm bajo el sello Musical Freedom, que incluye una versión especial de la canción "Apollo" de Hardwell junto a Amba Shephed y el nuevo éxito "If I Lose Myself" de Alesso y One Republic, así como canciones en colaboración con Dyro, Calvin Harris, Kyler England, Mark Astron, DJ Punish, MOTi, Quintino & Álvaro, entre otros.
En la actualidad Tiësto es solicitado por diversos artistas que buscan su apoyo, entre ellos se encuentra el productor colombiano JCP quien a lo largo del año 2015 ha producido numerosas canciones y empieza a tomar renombre en el mundo del espectáculo, este artista busca el apoyo de Tiësto como numerosos artistas.

### 2015: Club Life Volume 4 - New York City
Esta es la cuarta edición del álbum recopilatorio Club Life, fue lanzado el 18 de mayo. El álbum cuenta con canciones de otros DJ's con la colaboración o edición de Tiësto, tanto como las canciones más populares grabadas en Musical Freedom Records la discográfica de Tiësto aunque algunas canciones todavía no habían sido lanzadas hasta la fecha.

### 2016-2017: Sencillos y entrada al Big Room House
En junio de 2016 Tiësto colaboró con John Legend para producir su sencillo "Summer Nights" entrando así por primera vez a producir un estilo diferente al dance. En ese mismo año remixeó la famosa canción de Justin Bieber "Let Me Love You". En el Top 100 de DJ MAG repitió el quinto puesto en 2016 y 2017. En noviembre de 2017 lanzó la quinta edición de su álbum recopilatorio Club Life, siendo China la sede del disco. Tiësto colaboró con artistas como Vassy, John Christian, Aloe Blacc, entre otros.

### 2018-2019:I Like It LoudEP yTogether
En marzo de 2018, justo después de pinchar en el Ultra Music Festival en Miami, Tiësto confirmó en redes sociales que lanzaría un EP el día 30 titulado "I Like It Loud". En mayo de ese mismo año, Tiësto sorprendió a sus fanáticos con un sencillo acompañado por Dzeko, Post Malone y Preme titulado "Jackie Chan" en referencia al artista marcial y actor del mismo nombre. La canción obtuvo un creciente éxito durante el verano al punto de alcanzar el número uno en la lista de Airplay de Billboard Dance / Mix Show de EE. UU. y el número 52 del Billboard Hot 100 de EE. UU. Tiësto baja a la sexta posición del Top 100 DJ's en 2018.
El 5 de abril de 2019, Tiësto lanzó otro EP titulado "Together" en el cual figuran sencillos como "Halfway There" y "Can You Feel It". En el verano lanzó "Ritual" con Rita Ora y Jonas Blue.

## Vida personal
Se casó con la modelo Annika Backes (n. 1996) en septiembre de 2019. En noviembre de 2020 tuvieron su primera hija, Viola Margreet Verwest.

## Premios y nominaciones
2022
- Premios Juventud: Ganadores Social Dance Challenge ‘Don´t Be Shy’ – Tiësto & Karol G.
- Premios Juventud: Ganadores Colaboración OMG ‘Don´t Be Shy’ – Tiësto & Karol G.
- Premio Lo Nuestro a la Canción del Año - Pop/Urban/Dance NOMINACIÓN ‘Don´t Be Shy’ – Tiësto & Karol G.

2016
- Edison Music Award - Tiësto
- DJMag Top 100 DJ Ranking: 5th
- EMPO Awards 2016: Best Professional Career - Tiësto

2015
- Ganador del premio 57thAnnual Grammys a mejor grabación remix, no clásica. (All Of Me [Tiesto's Birthday Treatment Remix]).[7]
- EMPO Awards: Mejor Álbum A Town Called Paradise - Tiësto
- DJMag Top 100 DJ Ranking: 5th
- NOMINACIÓN: IDMA Category 14 Best Compilation or Full Length DJ Mix: A Town Called Paradise - Tiësto - Casablanca Records/ Republic Records/ Musical Freedom
- NOMINACIÓN: IDMA Category 15 Best Global Dj: Tiësto
- NOMINACIÓN: IDMA Category 27 Best Podcast or Radio Mixshow DJ: Club Life - Tiësto
- NOMINACIÓN: IDMA Category 32 Best Full Length Studio Recording: A Town Called Paradise - Tiësto
- NOMINACIÓN: 3FM Awards - Best Dance Artist: Tiësto
- NOMINACIÓN: EMPO Awards - Best Album A Town Called Paradise - Tiësto
- NOMINACIÓN: EMPO Awards - Best Global Dj: Tiësto

2014
- Disco de Oro: Tiësto Feat. Matthew Koma - Wasted (Sencillo)
- Disco de Oro: Tiësto - Red Lights (Sencillo)
- Vegas Awards Best Production: Club Life, Hakkasan
- DJMag Top 100 DJ Ranking: 5th
- NOMINACIÓN: 17th Ibiza Electronic Music Awards 2014: Best International DJ

2013
- Dj Magazine: World's best DJ of the last 20 years.
- Top100 DJs Legend Award by KLM Royal Dutch Airlines
- DJMag Top 100 DJ Ranking: 4th (The Best DJ Of All Time Winner)
- NOMINACIÓN: Best Global Dj: Tiësto (Idma) ANNUAL INTERNATIONAL DANCE MUSIC AWARDS
- NOMINACIÓN: Best European Dj: Tiësto (Idma) ANNUAL INTERNATIONAL DANCE MUSIC AWARDS
- NOMINACIÓN: Best Radio Mix Show Dj: Tiësto (Idma) ANNUAL INTERNATIONAL DANCE MUSIC AWARDS
- NOMINACIÓN: Best Podcast: Tiësto's Club Life (Idma) ANNUAL INTERNATIONAL DANCE MUSIC AWARDS
- NOMINACIÓN: Best Full Length DJ Mix: Tiësto Club Life Vol. 2 Miami (Idma) ANNUAL INTERNATIONAL DANCE MUSIC AWARDS
- NOMINACIÓN: Best Electro/Tech House Track: Tiësto & Showtek - Hell Yeah! (Idma) ANNUAL INTERNATIONAL DANCE MUSIC AWARDS
- MIxmag magazine: Silence (Tiësto In Search Of Sunrise Remix) votada como 2.ª mejor canción de todos los tiempos.
- Mixmag magazine: Adagio For Strings Puesto 2.ª
- EMPO Awards: Mejor DJ Internacional
- Celebritynetworth 2013: El Dj más rico del mundo con 75 millones de dólares.
- Forbes: 2.º Dj con más ingresos 2013.
- Trance TOP 1000 tracks of all time: N.º 2 Adagio For Strings.
- Trance TOP 1000 tracks of all time: N.º 3 Silence - Delirium ft. Sarah McLachlan (Tiësto In Search Of Sunrise Remix)

2012
- NOMINACIÓN Best Trance Track: Tiësto Maximal Crazy - Musical Freedom: (Idma) ANNUAL INTERNATIONAL DANCE MUSIC AWARDS
- NOMINACIÓN Best European Dj: Tiësto (Idma) ANNUAL INTERNATIONAL DANCE MUSIC AWARDS
- NOMINACIÓN Best Global Dj: Tiësto (Idma) ANNUAL INTERNATIONAL DANCE MUSIC AWARDS
- NOMINACIÓN Best Radio Mix Show Dj: Tiësto (Idma) ANNUAL INTERNATIONAL DANCE MUSIC AWARDS
- Best Compilation: Club Life vol. 1 Las vegas - Tiësto: (Idma) ANNUAL INTERNATIONAL DANCE MUSIC AWARDS
- NOMINACIÓN Best Posdcast: Tiësto's Club Life (Idma) ANNUAL INTERNATIONAL DANCE MUSIC AWARDS
- TheDjlist: N.º 2 Dj in the world.
- Forbes: El Dj mejor pagado del mundo, 18 millones en los últimos 12 meses cobrando 250.000€ por actuación.
- Celebritynetwork: El dj más rico del mundo, con 65 millones de euros.
- DJ Awards Nomination: Best International Dj
- DJ Awards: Best Electro dj.
- Dj Magazine top100: 2.º
- Silence (Tiesto remix) nombrada como mejor tema de trance de todos los tiempos según encuesta realizada por ASOT

2011
- Mixmag Magazine: Tiësto nombrado "The best Dj of all times"
- Puesto n.º 2 en el ranking de The Dj list 2011
- NOMINACIÓN Best Trance Track: C’Mon - Tiësto VS Diplo - Musical Freedom: (Idma) ANNUAL INTERNATIONAL DANCE MUSIC AWARDS
- NOMINACIÓN Best European DJ: Tiësto (Idma) ANNUAL INTERNATIONAL DANCE MUSIC AWARDS
- NOMINACIÓN Best Global DJ: Tiësto (Idma) ANNUAL INTERNATIONAL DANCE MUSIC AWARDS
- NOMINACIÓN Best Radio Mix Show Dj: Tiësto's Club Life (Idma) ANNUAL INTERNATIONAL DANCE MUSIC AWARDS
- NOMINACIÓN Best Podcast: Tiësto's Club Life (Idma) ANNUAL INTERNATIONAL DANCE MUSIC AWARDS
- Embajador europeo del videojuego Dj Hero 2.
- Dj Mag Top100 Ranking: Tiësto n.º 3

- Dj Mag tune of 2011: Tiësto - Maximal Crazy n.º 3

2010
- Favourite Dj International Inthemix: N.º 1
- Best Trance Track:(IDMA) I Will Be Here - Tiësto & Sneaky Sound System - Ultra Records/Musical Freedom
- Best Radio Mix Show DJ: (IDMA) Club Life - Tiësto
- TMF Awards Festival: TMF Dance awards
- Golden record award: Kaleidoscope México en Central América
- Beatport music awards: Best trance tracks: Louder than boom (extended mix) 2.º
- Mixmag: Tiësto nominated for a "the greatest dj of all time"
- DJMag Top 100 DJ Ranking: 3.º
- A State Of Trance Top Trance 1000: Silence - Delirium ft. Sarah McLachlan (Tiësto In Search Of Sunrise Remix) No.1
- Puesto n.º 1 ranking The Dj list

2009
- Best Global DJ: (Idma) ANNUAL INTERNATIONAL DANCE MUSIC AWARDS
- Best Full Length DJ Mix: (Idma) ANNUAL INTERNATIONAL DANCE MUSIC AWARDS (In Search of Sunrise 7: Asia - Tiësto)
- Best Podcast: (Idma) ANNUAL INTERNATIONAL DANCE MUSIC AWARDS (Radio 538: Tiësto's Club Life Podcast)
- Best Artist (Solo): (Idma) ANNUAL INTERNATIONAL DANCE MUSIC AWARDS
- Beatport Music Awards: Best Trance Artist
- DJMag Top 100 DJ Ranking: 2.º
- Puesto n.º 1 ranking The Djlist

2008
- Tiësto escogido por Mixmag como DJ N.º 1 del mundo
- Tiësto nominado al Grammy por Mejor álbum de música electrónica "Elements of Life"
- DJMag Top 100 DJ Ranking: 2.º
- Beatport Music Awards: 2nd Best Trance Artist
- BUMA golden harp award 2007
- Dutch BUMA export award
- WMC Awards Miami: Best Global DJ
- WMC Awards Miami: Best Full Length DJ Mix CD (In Search of Sunrise 6: Ibiza)
- Ibiza DJ Award: Best International DJ
- IDMA Award Best Global DJ / Best Electronic Dance Album - Elements Of Life
- Best International DJ at the DJ Awards
- puesto n.º 1 ranking The Djlist

2007
- WMC Awards Miami: Best Progressive House/Trance Track (Dance4Life)
- WMC Awards Miami: Best Ortofon Global DJ 2006
- WMC Awards Miami: Best Full Length DJ Mix CD (In Search of Sunrise 5: Los Angeles)
- Radio 3FM Awards: Best Dance artist
- Best Dutch & Belgian Act at the MTV Europe Music Awards 2007
- Best Dance at the TMF Awards
- DJMag Top 100 DJ Ranking: 2.º

2006
- DJMag Top 100 DJ Ranking: 3.º
- International Dance4Life Ambassador
- TMF Awards Belgium: Award for Lifetime achievement
- TMF Awards Belgium: Best Dance
- TMF Awards Belgium: Best remixer
- 3 FM Awards: Best Dance Artist
- Canadian Golden Award (Tiësto in Concert 2 DVD)
- Best Trance DJ at the DJ Awards

2005
- 3 FM Award Mejor Artista Dance
- Release Dance Award Best Trance / artista Progresista
- Release Dance Award Best International DJ
- TMF Bélgica Mejor DJ Internacional
- Dance Music Award Mejor Artista Alemania Trance
- WMC Awards Miami Mejor Productor
- WMC Awards Miami Best Hi-NRG / pista Euro
- WMC Awards Miami El Shure Mejor DJ Europeo 2004
- WMC Awards Miami Mejor Productor 2004
- TMF Premio Nacional de Danza Mejor Holanda
- Premio de Holanda TMF Radio 538 sencillo del año
- TMF Holanda Lifetime Achievement Award
- Edison Music Award Mejor álbum dance 'Just Be
- Escultura de cera de Tiësto en el museo de la cera Madame Tussauds

2004
- ID & T neerlandés DJ Premio mejor DJ neerlandés por la audiencia
- Buma / Stemra Sound of Silence Award
- Premio de TMF Bélgica Mejor DJ Internacional
- World Music Award World's artista neerlandés
- Ibiza DJ Award Best International DJ Trance
- Premio de TMF Holanda Mejor DJ Nacional
- Premio de Holanda TMF Best Dance Ley Nacional de
- DJ Mag Top 100 posición número 1
- WMC Awards Miami Best International DJ
- Nombrado Oficial de la Orden de Orange-Nassau por su Majestad la Reina Beatriz de los Países Bajos.
- Introducido con el puesto n.º 40 en el ranking de los ciudadanos más influyentes de toda la historia en Holanda.

2003
- Premio Mundial Dancestar EE. UU. Best International DJ
- ID & T neerlandés DJ Premio mejor DJ neerlandés por un jurado profesional
- ID & T neerlandés DJ Premio mejor DJ neerlandés por la audiencia
- Radio 538 Dance Award Radio 538 neerlandés Público Edison
- Premio de Holanda TMF Best Dance Ley Nacional de
- Premio de TMF Holanda Mejor DJ Nacional m, km;lm;l
- TMF Bélgica Mejor Premio Internacional de la Danza
- Ley de MTV Europe Music Award Best neerlandés
- BG Magazine Award Best Club / Trance / Hardhouse DJ
- DJ Mag Top 100 posición número 1
- Mixmag Award Best Resident Ibiza

2002
- Zilveren Harp Music Award
- Lucky Strike Dance Award
- Dutch Popprijs
- Ibiza DJ Award: Best International DJ Trance
- DJ mag top 100: 1.º

2001
- DJMag Top 100 DJ Ranking: 6th

2000
- DJMag Top 100 DJ Ranking: 24th (debut)
- Disco de Oro: Gold Sales Award (Walhalla)

1999
- Disco de Oro: Gold Sales Award (Gouryella)

## Discografía

### Álbumes (De Estudio)
- 2001: In My Memory
- 2004: Just Be
- 2004: Parade Of The Athletes (Álbum Compilatorio)
- 2007: Elements of Life
- 2009: Kaleidoscope
- 2010: Magikal Journey (Álbum Compilatorio)
- 2011: Kiss From The Past (como Allure)
- 2014: A Town Called Paradise
- 2020: The London Sessions
- 2023: Drive

## Ranking DJ Mag
| DJ     | 2000 | 2001 | 2002 | 2003 | 2004 | 2005 | 2006 | 2007 | 2008 | 2009 | 2010 | 2011 | 2012 | 2013 | 2014 | 2015 | 2016 | 2017 | 2018 | 2019 | 2020 | 2021 | 2022 | 2023 | 2024 |
| ------ | ---- | ---- | ---- | ---- | ---- | ---- | ---- | ---- | ---- | ---- | ---- | ---- | ---- | ---- | ---- | ---- | ---- | ---- | ---- | ---- | ---- | ---- | ---- | ---- | ---- |
| Tiësto | 7.º  | 6.º  | 1.º  | 1.º  | 1.º  | 2.º  | 3.º  | 2.º  | 2.º  | 2.º  | 3.º  | 2.º  | 2.º  | 4.º  | 5.º  | 5º   | 5.º  | 5.º  | 6.º  | 8.º  | 16.º | 15°  | 15°  | 23°  | 23°  |

## Ranking 101 DJs 1001 Tracklist
| Productor | 2016 | 2017 | 2018 | 2019 | 2020 | 2021 | 2022 | 2023 | 2024 |
| --------- | ---- | ---- | ---- | ---- | ---- | ---- | ---- | ---- | ---- |
| Tiësto    | 5°   | 7°   | 6°   | 2°   | 4°   | 10°  | 5°   | 4°   | 4°   |

## Programa de radio
Tiësto es el locutor del programa semanal Tiësto's Club Life, en el cual invita a exponentes del EDM (Electronic Dance Music), transmitido en vivo cada viernes, a través de Radio 538.
Tiësto's Club Life es un programa de radio con emisiones semanales y que se transmite en vivo en una de las estaciones de radio más amplia de los Países Bajos. El programa de radio se enfoca en la transmisión de música electrónica, en especial del género Trance. El show llevó inicialmente el nombre de Club Life durante los primeros cinco episodios, después de los cuales fue renombrado a Tiësto's Club Life, actualmente se llama Club Life by Tiësto.
Comenzando su transmisión el 6 de abril de 2007, todos los viernes a partir de las 22.00 (UTC+1, CET) hasta las 24:00, el programa ha venido estructurándose en dos partes. La primera parte del show, con duración de una hora, realiza una compilación de los mejores éxitos actuales dentro del género trance. La segunda parte de una hora igualmente, realiza una presentación de los éxitos que se ubican en los otros géneros de la electrónica, abarcando desde el minimal hasta el house.
En iTunes Music Store y Groove Music, todos los viernes tienen lanzan exclusivos audios en formato pódcast del programa del sábado anterior. Lo anterior con el fin de que seguidores del programa, fuera de los Países Bajos, puedan escuchar las transmisiones de cada semana.
También se puede escuchar la primera hora del programa en la cuenta de Soundcloud de Tiësto. El programa es emitido cada viernes y es subido a Soundcloud todos los lunes a las 1:00 p. m. (GTM-6) hora de América Central.
Al 21 de octubre de 2016 se habían transmitido 500 episodios. El aniversario #ClubLife500 se celebró en el Ziggo Dome de Ámsterdam, Holanda; Tiësto tocó junto con The Chainsmokers y DJ Hardwell seis horas de música con transmisión en directo a nivel internacional, tanto por los canales oficiales del Dj como por la radio SiriusXM.